# Teresa de Saxe-Altemburgo
Henriqueta Frederica Teresa Isabel de Saxe-Altemburgo (Hildburghausen, 9 de outubro de 1823 – Altemburgo, 3 de abril de 1915) foi uma princesa de Saxe-Altemburgo.

## Biografia
Teresa foi a segunda das quatro filhas sobreviventes do duque José de Saxe-Altemburgo (1789-1868) e de sua esposa Amélia (1799-1848), filha do duque Luís Frederico Alexandre de Württemberg. Seus padrinhos foram, além de seu avô Luís, o príncipe Alexandre de Württemberg e a princesa Isabel Alexandrina de Württemberg, seus tios maternos. Ela foi instruída, juntamente com suas irmãs Maria, Isabel e Alexandra, por Carl Ludwig Nietzsche, pai do famoso filósofo Friedrich Nietzsche. Posteriormente, Teresa teria ajudado Friedrich Nietzsche e sua família financeiramente. 
Teresa, embora descrita como a mais atraente das irmãs, nunca se casou. Entre aqueles que pediram sua mão, estava o imperador francês Napoleão III. Teresa primeiro cuidou de sua mãe gravemente doente e, posteriormente, cuidou do pai até a morte dele.
Teresa viveu até sua morte no castelo de verão de Wolfersdorf, que logo tornou-se o centro da corte de Altemburgo. Em 1894, o kaiser Guilherme II foi convidado para uma caçada aos arredores da propriedade. Teresa era uma dama da ordem bávara de Teresa, fundada em homenagem a sua tia.

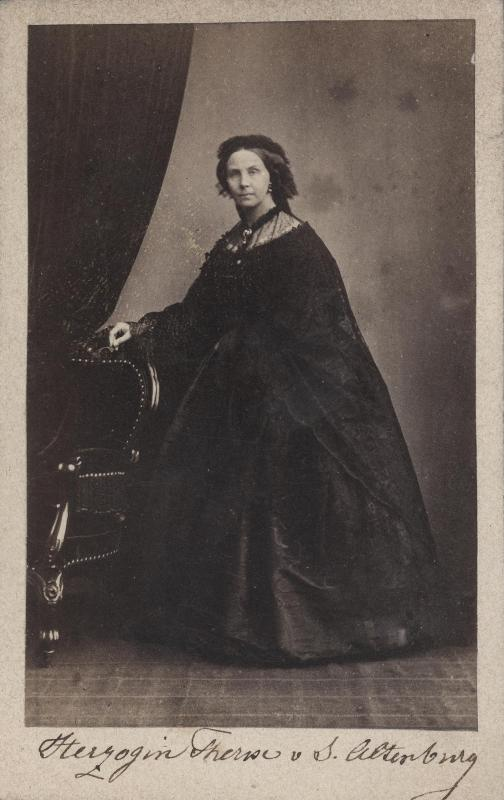
Princesa Teresa
Fotografia, autor T.d. Hzgs Josef v. S.A.

## Genealogia
| Teresa de Saxe-Altemburgo | Pai: José, Duque de Saxe-Altemburgo | Avô paterno: Frederico, Duque de Saxe-Altemburgo       | Bisavô paterno: Ernesto Frederico III, Duque de Saxe-Hildburghausen |
| Teresa de Saxe-Altemburgo | Pai: José, Duque de Saxe-Altemburgo | Avô paterno: Frederico, Duque de Saxe-Altemburgo       | Bisavó paterna: Ernestina de Saxe-Weimar                            |
| Teresa de Saxe-Altemburgo | Pai: José, Duque de Saxe-Altemburgo | Avó paterna: Carlota Jorgina de Mecklemburgo-Strelitz  | Bisavô paterno: Carlos II, Grão-Duque de Mecklemburgo-Strelitz      |
| Teresa de Saxe-Altemburgo | Pai: José, Duque de Saxe-Altemburgo | Avó paterna: Carlota Jorgina de Mecklemburgo-Strelitz  | Bisavó paterna: Frederica de Hesse-Darmstadt                        |
| Teresa de Saxe-Altemburgo | Mãe: Amélia de Württemberg          | Avô materno: Luís, Duque de Württemberg                | Bisavô materno: Frederico II Eugénio, Duque de Württemberg          |
| Teresa de Saxe-Altemburgo | Mãe: Amélia de Württemberg          | Avô materno: Luís, Duque de Württemberg                | Bisavó materna: Frederica de Brandemburgo-Schwedt                   |
| Teresa de Saxe-Altemburgo | Mãe: Amélia de Württemberg          | Avó materna: Henriqueta de Nassau-Weilburg (1780–1857) | Bisavô materno: Carlos Cristiano, Príncipe de Nassau-Weilburg       |
| Teresa de Saxe-Altemburgo | Mãe: Amélia de Württemberg          | Avó materna: Henriqueta de Nassau-Weilburg (1780–1857) | Bisavó materna: Carolina de Orange-Nassau                           |